# توكموك
توكموك ((بالقيرغيزية: Токмок)‏، طوكموك (المطرقة)؛ (بالروسية: Токмак)‏، طوكماك) مدينة في شمال قيرغيزستان، يسكنها 53,231 شخصاً (إحصائية 2009)، وفي مصادر أخرى أكثر من 58,000 نسمة. تقع إلى الشرق من عاصمة البلاد بيشكيك. موقعها الجغرافي . وترتفع عن سطح البحر 816 متراً. كانت مركز مقاطعة تشووي من 2004 وحتى 19 إبريل 2006. قريبة من شمال نهر تشو، ومن الحدود مع كازاخستان.
تم تأسيس توكموك كموقع عسكري شمالي لخانات كوكاند عام 1830. بعد ثلاثين عامًا، سقطت بيد الروس الذين هدموا حصنها. تأسست المدينة الحديثة في 13 مايو 1864 من قبل اللواء ميخائيل تشيرنييف.
حاليًا، مدينة توكموك هي وحدة إدارية على مستوى المقاطعة لمقاطعة تشوي.
على الرغم من أن المدينة محاطة بحي تشوي في المقاطعة (الذي يقع مركزه الإداري في قرية تشوي المجاورة لتوكموك) ، إلا أنها ليست جزءًا منها.

## تراث العصور الوسطى
على الرغم من أصلها الحديث نسبيًا، تقع توكموك في وسط وادي تشوي، وكانت عبارة عن جائزة سعى إليها العديد من الغزاة في العصور الوسطى. تقع أطلال [أكبيشيم] ، عاصمة منطقة الخانات التركية الغربية ، على بعد 8 كيلومترات جنوب غرب توكموك. يوسف حسن حاجب بالاساجوني، مؤلف كتاب كوتادجو بيليج وُلد في هذه المنطقة.
على بعد حوالي 15 كم جنوب توكموك، يقع برج بورانا الذي يعود للقرن الحادي عشر، على أرض قلعة قديمة لا يوجد منها اليوم سوى تلة ترابية كبيرة. يُعتقد أن هذا هو موقع مدينة بالاساجون القديمة، التي أسسها السغديون وبعد ذلك لبعض الوقت عاصمة إمبراطورية كارا خانيد. توجد مجموعة كبيرة من شواهد القبور القديمة و bal-bals في مكان قريب. تم نقل القطع الأثرية المنقوشة السكيثية إلى المتاحف في سانت بطرسبرغ وبشكيك.

## التركيبة السكانية

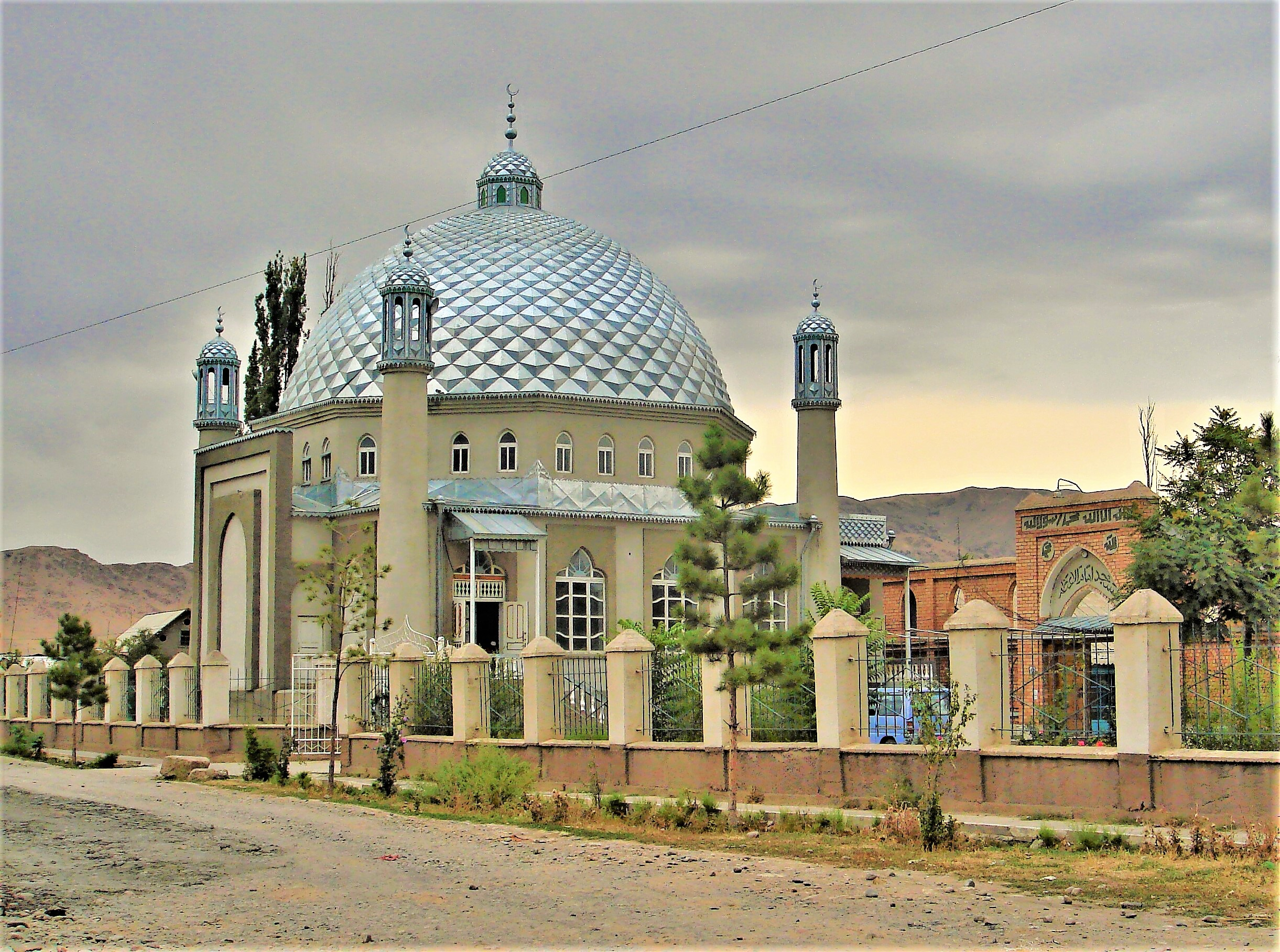
مسجد في Tokmok

وفقًا لتعداد السكان والمساكن لعام 2009 ، بلغ عدد سكان توكموك 53,231.
يتكون سكان توكموك في الغالب من قيرغيزستان وعرق الروس. تشمل المجموعات العرقية الأخرى شعب دونغان وأوزبك. 
قالب:السكان التاريخية

## المناخ
يظهر الجدول التالي التغييرات المناخية على مدار السنة لتوكموك:
| البيانات المناخية لـتوكموك                                                                               | البيانات المناخية لـتوكموك | البيانات المناخية لـتوكموك | البيانات المناخية لـتوكموك | البيانات المناخية لـتوكموك | البيانات المناخية لـتوكموك | البيانات المناخية لـتوكموك | البيانات المناخية لـتوكموك | البيانات المناخية لـتوكموك | البيانات المناخية لـتوكموك | البيانات المناخية لـتوكموك | البيانات المناخية لـتوكموك | البيانات المناخية لـتوكموك | البيانات المناخية لـتوكموك |
| الشهر | يناير                      | فبراير                     | مارس                       | أبريل                      | مايو                       | يونيو                      | يوليو                      | أغسطس                      | سبتمبر                     | أكتوبر                     | نوفمبر                     | ديسمبر                     | المعدل السنوي              |
| --- | -------------------------- | -------------------------- | -------------------------- | -------------------------- | -------------------------- | -------------------------- | -------------------------- | -------------------------- | -------------------------- | -------------------------- | -------------------------- | -------------------------- | -------------------------- |
| المتوسط اليومي °م (°ف)                                                                                   | −5.3 (22.5)                | −4.2 (24.4)                | 3.2 (37.8)                 | 11.4 (52.5)                | 16.2 (61.2)                | 20.6 (69.1)                | 23.3 (73.9)                | 22.0 (71.6)                | 16.8 (62.2)                | 9.8 (49.6)                 | 2.8 (37.0)                 | −2.5 (27.5)                | 9.5 (49.1)                 |
| الهطول مم (إنش)                                                                                          | 25.2 (0.99)                | 27.3 (1.07)                | 49.6 (1.95)                | 70.0 (2.76)                | 68.1 (2.68)                | 37.3 (1.47)                | 20.2 (0.80)                | 12.1 (0.48)                | 16.3 (0.64)                | 39.7 (1.56)                | 41.5 (1.63)                | 26.9 (1.06)                | 434.2 (17.09)              |
| متوسط أيام هطول الأمطار (≥ 0.1 mm)                                                                       | 9.0                        | 9.3                        | 12.0                       | 11.8                       | 12.4                       | 10.2                       | 7.6                        | 5.5                        | 4.9                        | 7.7                        | 9.2                        | 8.7                        | 108.3                      |
| متوسط الرطوبة النسبية (%)                                                                                | 74.0                       | 75.1                       | 68.5                       | 55.4                       | 53.3                       | 46.9                       | 44.1                       | 43.7                       | 46.2                       | 56.2                       | 67.1                       | 75.3                       | 58.8                       |
| المصدر: "The Climate of Tokmok". Weatherbase. مؤرشف من الأصل في 2023-03-07. اطلع عليه بتاريخ 2014-08-05. |                            |                            |                            |                            |                            |                            |                            |                            |                            |                            |                            |                            |                            |

## أعلام
- ألكسندر كوزينكو
- دينيس فولف
- علي خان شاكر جان